# Casas Muertas
Casas Muertas es la segunda novela del escritor venezolano Miguel Otero Silva, fue publicada por Editorial Losada, en el año 1955.

## Reseña
La novela es de una descripción del declive de Ortiz, un pueblo en los llanos centrales del país, debido a las continuas muertes por severas epidemias de paludismo y la emigración de sus habitantes hacia las grandes ciudades y las zonas de producción petrolera. La novela ilustra el proceso en el que pueblos latinoamericanos sometidos a intereses externos fueron víctimas de un falso progreso y de una modernización desigual y desintegradora.

## Premios
Otero ganó el Premio Nacional de Literatura en la edición de. -1956 y el Premio de Novela Arístides Rojas por esta novela, que tendría una continuación 6 años más tarde: Oficina n.º 1.